# Йоахим (Анхалт)
Йоахим I (на немски: Joachim I von Anhalt, * 7 август 1509, † 6 декември 1561 в Десау) от род Аскани е съ-княз на княжество Анхалт-Десау (1530–1544) и от 1544 до 1561 г. княз на княжество Анхалт-Десау.
Йоахим е най-малкият син на княз Ернст от Анхалт-Десау (1454–1516) и принцеса Маргарета от Мюнстерберг (1473–1530). След следването му в университет Йоахим живее най-вече в двора на саксонския херцог Георг Брадати. Йоахим приема лутеранската вяра.
От 1530 г. Йоахим управлява Анхалт-Десау заедно с братята си Йохан IV (1504–1551) и Георг III (1507–1553). При подялбата на страната през 1544 г. Йоахим получава Десау. След смъртта на брат му Йохан през 1551 г. Георг III и Йоахим I поемат опекунството над децата му.
Йоахим е близък приятел на Мартин Лутер, Филип Меланхтон и Йоахим Камерарий. Йоахим умира неженен и бездетен, неговата страна попада на синовете на брат му Йохан.